# What Do I Have to Do
What Do I Have to Do è un brano musicale della cantante australiana Kylie Minogue, pubblicato nel 1991 come singolo estratto dal suo terzo album in studio Rhythm of Love. La canzone è stata scritta e prodotta da Mike Stock, Matt Aiken e Peter Waterman.

## Video
Nel videoclip compare la sorella minore Dannii Minogue.

## Tracce
CD
1. What Do I Have to Do (7" Mix) – 3:32
2. What Do I Have to Do (Pumpin' Mix) – 7:48
3. What Do I Have to Do (Extended Instrumental) – 5:08

7"
1. What Do I Have to Do (7" Mix) – 3:32
2. What Do I Have to Do (Instrumental) – 3:48

12"
1. What Do I Have to Do (Pumpin' Mix) – 7:48
2. What Do I Have to Do (Extended Instrumental) – 5:08